# Мамчур Микола Сергійович

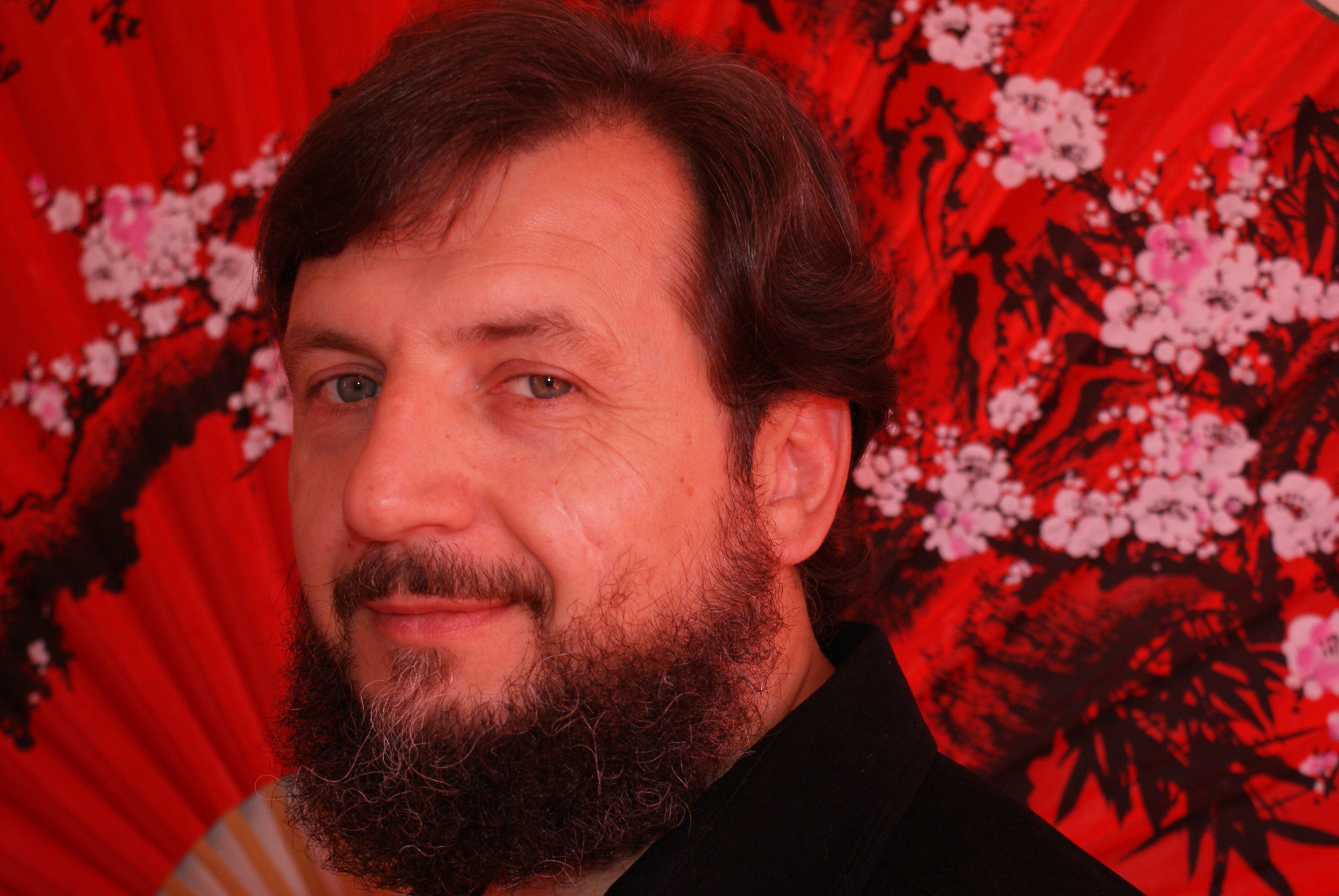

Микола Сергійович Мамчур (нар. 14 квітня 1955, м. Кременець, Україна) — український художник, тренер (карате-фул-контакт), педагог.

## Життєпис
Микола Сергійович Мамчур народився 14 квітня 1955 року в місті Кременці Тернопільської області, Україна.
Навчався у Львівському училищі прикладного мистецтва (нині коледж декоративного та ужиткового мистецтва), закінчив Московський університет мистецтв (1987, нині РФ).
Від 1985  мешкав у м. Тернополі. У 2007—2011 жив і працював у Нью-Йорку (Сполучені Штати Америки). В 2011 році повернувся в Україну.

### Спортивна діяльність
1990—1993 рр. — атестований інструктором з рукопашного бою Всесоюзною федерацією рукопашного бою (президент — Тадеуш Касьянов) — посвідчення № 0308.
В листопаді 1991 р. брав участь у створенні національної гвардії України з подальшою роботою в якості інструктора.
1991—1992 рр. — працював в охоронній фірмі «СПОФ».
У 1992 р. організував власну недержавну службу безпеки «Тесей», яка проіснувала до 1997 року.
З 1993 року — член української федерації карате-до «Сін-Сьобу».
1993—1994 рр був президентом з фул-контакту Всеукраїнської федерації карате-до «Сін-Сьобу»
В 1996 р. — закінчив школу тілоохорони «Секюріті і Ко» (м. Київ) — посвідчення № 000047.
1997—2007 рр. — організував охоронну діяльність у благодійному фонді «Карітас» і був консультантом з питань безпеки при Єпархії греко-католицькій церкві у м. Тернополі.
В 1999 році отримав посвідчення інструктора з фул-контакту в федерації карате-до «Сін-Сьобу».
В 1999 році отримав чорний пояс (І дан) з фул-контакту.
2007—2011 рр. — проживаючи в Америці, давав приватні уроки самооборони і рукопашного бою.
В 2014 р. — брав участь у створенні Самооборони Майдану в Тернополі, відповідав за фізичну підготовку і був консультантом з питань безпеки в даній організації, їздив на Схід.
З 2014 по червень 2017 року служив в армії, брав участь в АТО.
У 1988 році заснував і відтоді є керівником спортивно-мистецького клубу «Сакура».

### Творчість
Працює в галузі живопису (олія), графіки і скульптури.
Персональні виставки:
1977 — Мій світ, Кременецький музей
1979 — Точка зору, Кременецький музей
1981 — Рідне місто, Кременецький музей
1982 — 85 Щорічні виставки, картини і скульптури, Кременецький музей
1986 — Простір і час, картини і скульптури, Тернопільська картинна галерея
1989 — Настануть нові часи, Тернопільська картинна галерея
1991 — Quo vadis, homo?.. картини і скульптури, Львів, Порохова вежа
1992 — Між небом і землею, Тернопільська картинна галерея
1994 — Шлях предків, музей «Збаразька фортеця»
1995 — Акварелі, Тернопільська картинна галерея
1996—2006 Щорічні виставки, Тернопільська картинна галерея
2007 — Виставка в музеї і виставковому залі медичного університету ім. І. Я. Горбачевського (Тернопіль)
2008 — Medieval times, Нью-Йорк, VIP- хол Польської спільноти на Манхеттені
2009 — Американські друзі, міжнародний благодійний фонд «Карітас» (Тернопіль)
2011 — виставки протягом року: палац культури «Березіль» (Тернопіль), арт кафе «Коза» (Тернопіль), Кременецький музей, арт студія «Пікассо» (Тернопіль), Почаївський музей, Тернопільський замок, арт ресторан «Під Левом» (Львів)
2012 — виставки протягом року: Український Дім «Перемога» (Тернопіль), Кременецький музей
2013 — виставки протягом року: університет ім. Драгоманова (Київ) — разом з лекцєю для студентів, музей мистецтв у Ряшеві (Польща), краєзнавчий музей (м. Кременець), ресторан «Ковчег» (Тернопіль)
2014 — арт галерея «Бункермуз» (Тернопіль),
2015 — арт галерея «Євро-Арт» (Рівне), краєзнавчий музей (Тернопіль), краєзнавчий музей (Теребовля)
2017 — військова частина 44-ї артилерійської бригади (Тернопіль)
2018 — арт галерея «Євро-Арт» (Рівне), 
Колективні виставки:
1969 — учасник виставки в Києві, організованої Палацом піонерів
1975 — Всесоюзна молодіжна виставка, Москва
1975 — Обласна виставка, Тернопільська картинна галерея
1978 — Всеукраїнська виставка, Київ, Музей українського мистецтва
1982 — Всесоюзна виставка, Москва, Московський народний університет мистецтв
1986 — Всеукраїнська виставка, Київ, виставковий зал Будинку профспілок
1987 — Всесоюзна виставка, Москва, виставковий зал центрального Будинку профспілок
1988 — Всеукраїнська виставка, Київ, Музей українського мистецтва
1993 — Всеукраїнська виставка, Київ, Музей сучасного мистецтва
2008 — Seven artists, Нью-Йорк, виставковий зал Культурного центру емігрантів з СССР
2008 — Art of Inspiration, Вашінгтон, Російський культурний центр
2009 — Ways of destiny, арт-хол Російського книжкового магазину, Манхеттен, Нью-Йорк
2014 — Мистецтво під час війни, виставка в Тернопільському краєзнавчому музеї 2016 — Пересувна виставка в зоні бойових дій в Луганській області в п'яти місцях на лінії фронту
2018 — виставка в Краєзнавчому музеї (м. Кременець)
2018 — виставка в арт-кафе «Колєжанка» (Тернопіль)
2020 — Тернопільський краєзнавчий музей «Гармонія в контрастах» (Тернопіль)
2020 — Кременецький краєзнавчий музей «Гармонія в контрастах» (Кременець), 2022 – «Контрасти» Тернопільський краєзнавчий музей (Тернопіль), 2022 – «Контрасти» арт-галерея «Євро-Арт» (Рівне), 2022 – «Мистецтво під час війни» Тернопільський художній музей (Тернопіль), 2023 – Мессе Creativa (Дортмунд, Німеччина)
У 2011 започаткував проект «Художники без майстерень», який нині переріс у творче об'єднання.
Роботи художника є у приватних колекціях України, Польщі, Німеччини, Канади, Америки, Швеції, Англії.

### Літературна діяльність
Був головним редактором мистецького дайджесту «Життя в мистецтві» (2012—2017 рр.) Автор проекту «Майже казки» (2013 р.). В книзі зібрані казки людей різних творчих напрямів — музикантів, кінорежисерів, дизайнерів, художників.
Є автором історичної повісті «Северин», циклу пригодницьких повістей «Тілоохоронець», повісті в жанрі фентезі «Один», біографічного роману «Книга, яку ми пишемо самі» та збірки оповідань.
Ним були написані методичні посібники з бойових мистецтв «Двобій» та «Сакура. Дорога до себе.» і методичний посібник з тактик і рукопашного бою «Виживання в бойових екстремальних умовах».
Публікації:
Кременецькі районні газети  (1975—2007)
Тернопільські обласні газети і журнали  (1983—2007)
Журнал «Радянська культура» 1986
Журнал «Жовтень» (1987)
Слово-Word — російсько-американський журнал, що видається Культурним центром емігрантів з СССР. Номери 58-59 (2008), Нью-Йорк

### Доробок
В доробку художника є понад 1000 картин. Більшість перебуває в музеях і в приватних колекціях.

## Нагороди
- Володар чорного поясу (1999, 1-й дан).